# آدام هنلی
آدام هنلی (انگلیسی: Adam Henley؛ زادهٔ ۱۴ ژوئن ۱۹۹۴) یک بازیکن فوتبال اهل ولز است.